# Wetzles (Gemeinde Raabs)
Wetzles ist eine Ortschaft und eine Katastralgemeinde der Stadtgemeinde Raabs an der Thaya im Bezirk Waidhofen an der Thaya im niederösterreichischen Waldviertel mit 18 Einwohnern (Stand 1. Jänner 2024).

## Geografie
Das ganz im Westen des Gemeindegebietes gelegene Dorf wird von der Landesstraße L52 durchquert, von der hier die L8067 nach Süden und die L8079 nach Norden abzweigen.
Am 1. April 2020 umfasste die Ortschaft 19 Adressen. Wetzles ist eine der kleinsten Katastralgemeinden von Raabs.

## Geschichte
Der Ort dürfte im 13. Jahrhundert um einen herrschaftlichen Gutshof entstanden sein und wurde im Jahr 1386 erstmals als Weczels erwähnt. Jedenfalls seit dem Dreißigjährigen Krieg ist die Herrschaft Gilgenberg hier begütert und ließ Anfang des 18. Jahrhunderts den spätbarocken Schüttkasten am östlichen Ortsende errichten. Neben dem Feldbau wurde im Gutshof auch Schafzucht betrieben und die Wolle nach Horn, Groß-Siegharts und Raabs verkauft; und in den beiden Teichen züchtete man Karpfen.
Im Jahr 1822 wurde der Ort als Dorf mit 15 Häusern genannt, das nach Weikertschlag eingepfarrt war, wohin auch die Kinder eingeschult wurden. Die Herrschaft Gilgenberg besaß die Ortsobrigkeit und hatte die Grundherrschaft inne. Die Landgerichtsbarkeit wurde von der Herrschaft Drosendorf ausgeübt, die auch die Konskription besorgte.
Laut Adressbuch von Österreich waren im Jahr 1938 in Wetzles ein Gastwirt und mehrere Landwirte ansässig.

## Siedlungsentwicklung
Zum Jahreswechsel 1979/1980 befanden sich in der Katastralgemeinde Wetzles insgesamt 27 Bauflächen mit 18.962 m² und 24 Gärten auf 18.247 m², 1989/1990 gab es 27 Bauflächen. 1999/2000 war die Zahl der Bauflächen auf 82 angewachsen und 2009/2010 bestanden 51 Gebäude auf 78 Bauflächen.

## Bodennutzung
Die Katastralgemeinde ist landwirtschaftlich geprägt. 206 Hektar wurden zum Jahreswechsel 1979/1980 landwirtschaftlich genutzt und 39 Hektar waren forstwirtschaftlich geführte Waldflächen. 1999/2000 wurde auf 205 Hektar Landwirtschaft betrieben und 40 Hektar waren als forstwirtschaftlich genutzte Flächen ausgewiesen. Ende 2018 waren 202 Hektar als landwirtschaftliche Flächen genutzt und Forstwirtschaft wurde auf 40 Hektar betrieben. Die durchschnittliche Bodenklimazahl von Wetzles beträgt 35,1 (Stand 2010).